# ماهولنا بوچانووا
ماهولنا بوچانووا (چکی: Mahulena Bočanová؛ زادهٔ ۱۹۶۷) بازیگر اهل جمهوری چک است.
از فیلم‌ها یا مجموعه‌های تلویزیونی که وی در آن‌ها نقش داشته است، می‌توان به ساختمان پزشکان در باغ رز اشاره نمود.